# تاکیوشی تانوما
تاکیوشی تانوما (انگلیسی: Takeyoshi Tanuma؛ زادهٔ ۱۸ فوریهٔ ۱۹۲۹ – ۱ ژوئن ۲۰۲۲) عکاس اهل ژاپن بود.